# Nalbant
Nalbant község Tulcea megyében, Dobrudzsában, Romániában. A hozzá tartozó települések: Nicolae Bălcescu és Trestenic.

## Fekvése
A település az ország délkeleti részén található, a megyeszékhelytől, Tulcsától huszonnégy kilométerre délnyugatra, a Telița folyó mentén.

## Története
Azon kevés dobrudzsai települések közé tartozoik, melyek megőrizték régi török nevüket.

## Lakossága
A nemzetiségi megoszlás a következő:
| 2002     | 2002 | 2002   |
| -------- | ---- | ------ |
| Románok  | 2829 | 99,82% |
| Görögök  | 2    | 0,07%  |
| Bolgárok | 2    | 0,07%  |
| Németek  | 1    | 0,03%  |
| Összesen | 2834 | 100,0% |